# Richard Lepsius (Geologe)

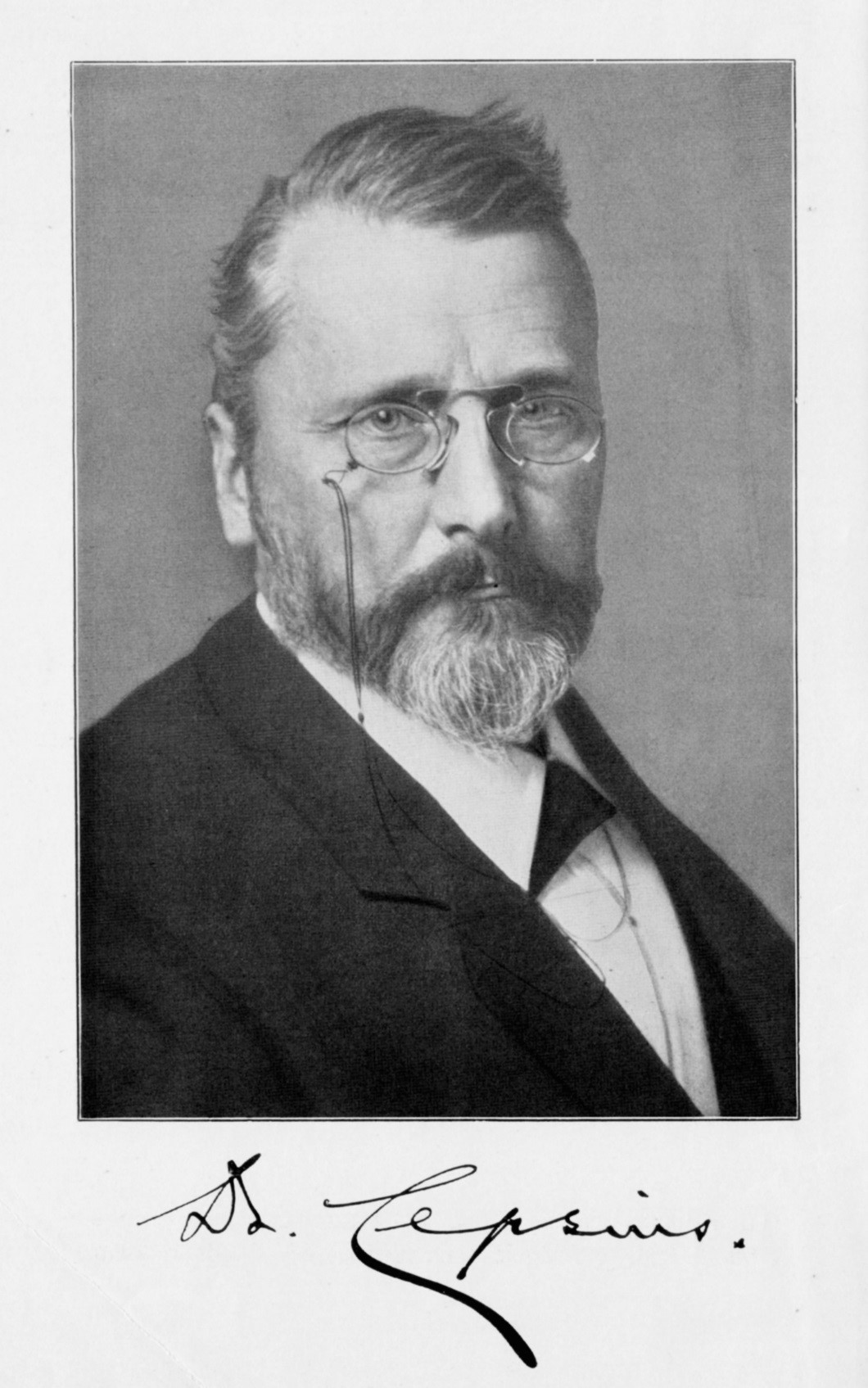
Richard Carl Georg Lepsius (Portrait des Photographen Wilhelm Weimer); Quelle: Archiv Technische Universität Darmstadt

Richard Carl Georg Lepsius (* 19. September 1851 in Berlin; † 20. Oktober 1915 in Darmstadt) war ein deutscher Geologe.
Richard Lepsius war einer der bedeutendsten Geologen Deutschlands in der zweiten Hälfte des 19. und am Beginn des 20. Jahrhunderts. Er prägte nachhaltig die regionale und die angewandte Geologie.

## Leben
Lepsius wurde als Sohn des berühmten Ägyptologen Karl Richard Lepsius geboren. Seine Mutter war Elisabeth Klein (1828–1899).
Richard Lepsius wurde am 19. Oktober 1859 am Wilhelms-Gymnasium in Berlin eingeschult, an dem er 1870 auch das Abitur ablegte. Noch als Primaner machte er Hochtouren in der Schweiz. 1870 begann Lepsius mit seinem Studium der Naturwissenschaften in Genf, unterbrochen durch Sanitätsdienst im Krieg. Anschließend studierte er an der Universität Göttingen (bei Karl von Seebach, Wolfgang Sartorius von Waltershausen und Wöhler) und promovierte bei Ernst Wilhelm Benecke an der Universität Straßburg über die Juraformation im Unterelsaß 1875 (weitere Lehrer: Groth, Karl Heinrich Rosenbusch, Karl Friedrich Schimper und weitere Studien in Berlin, u. a. bei Justus Roth).
Seine Universitätsstudien komplettierte er durch Studienreisen, darunter 1873 nach England unter Führung von Wright und John Leckenby und 1875 mit Heinrich Ernst Beyrich nach Tirol. Bereits 1876 habilitierte er an der Universität Heidelberg über den Röth und Muschelkalk in den Südalpen.
1876 wurde Lepsius als Lehrer für Mineralogie und Gesteinslehre an die Polytechnische Hochschule Darmstadt berufen, gleichzeitig wurde er Inspektor der Geologisch-Mineralogischen Abteilung am Großherzoglichen Landesmuseum Darmstadt. 1877 folgte die Ernennung zum außerordentlichen Professor. Im gleichen Jahr heiratete er Dora Curtius (* 18. Januar 1854 in Berlin; † 14. Februar 1931 in Darmstadt); ihr Vater war der Altphilologe und Archäologe Ernst Curtius (1814–1896).
1879 führte eine weitere Studienreise Lepsius nach Sardinien. 1882 wurde er zum ordentlichen Professor berufen und begründete im gleichen Jahr nach preußischem und sächsischem Muster die Geologische Landesanstalt Darmstadt und wurde deren erster Direktor. In den 1880er Jahren folgten Forschungsreisen nach Griechenland. Lepsius diente 1893 bis 1895 als Rektor der Technischen Hochschule Darmstadt während der Neubauphase der Hauptgebäude der Hochschule, die er 1895 als Rektor einweihte. Seine Rektoratsrede beschäftigte sich mit dem „Rhein und seinen Überschwemmungen“. 1888 wurde er in die Leopoldina aufgenommen. 1895 wurde er zum Geheimen Hofrat befördert. Es folgten Untersuchungen der Quellen in Bad Nauheim als kommissarisches Mitglied und Referent für Bad Nauheim unter Ernennung zum Geheimen Oberbergrat und zum vortragenden Rat am Großherzoglichen Ministerium der Finanzen (Abteilung für Forst- und Cameral-Verwaltung) am 30. August 1899.
Lepsius war auch einer der "tätigsten Mitglieder" des 1871 gegründeten Oberrheinischen Geologischen Vereins. Zwischen dem 25. April 1877 und dem 21. April 1881 dient er als "Schriftführer" (dies war gleichbedeutend mit dem Vorsitzenden) und weiter zwischen dem 19. April 1900 und dem 14. April 1909 als 1. Vorsitzender (Wittmann, 1958). Seine liberale politische Grundhaltung wurde 1899 deutlich, als er eine Petition an den Zaren zusammen mit etwa 1.000 anderen Akademikern aus Europa unterzeichnete, die forderte, Finnland die konstitutionellen Rechte zurückzugeben.
Zum Ende seiner Karriere beschäftigte sich Lepsius verstärkt mit Fragen der Eiszeit, wobei er irrtümlich nur an einen Eis-Vorstoß glaubte. Insgesamt veröffentlichte Richard Lepsius etwa 70 Arbeiten, darunter das Lehrbuch „Die Geologie von Deutschland“ und die erste „richtige“ geologische Karte von Deutschland.

## Leistungen
Mit der Berufung von Richard Lepsius 1876 als Lehrer für Mineralogie und Gesteinskunde nahm die geowissenschaftliche Forschung in Darmstadt einen enormen Aufschwung. Lepsius bekam gleich nach seiner Berufung auch das Amt des Inspektors der Geologisch-Mineralogischen Abteilung am Großherzoglichen Landesmuseum Darmstadt. Seine Vorgänger in diesem Amt waren der Münzmeister Fehr und der Zoologe und Paläontologe Johann Jakob Kaup. 1882 wurde Lepsius außerdem Gründungsdirektor der Großherzoglichen Geologischen Landesanstalt. Damit waren alle drei geologischen Einrichtungen in Darmstadt in einer Hand.
Lepsius nutzte die Möglichkeiten und trieb die geologische Erforschung des Landes energisch voran. Er arbeitete sowohl stratigraphisch, regionalgeologisch und hydrogeologisch als auch petrographisch. Darüber hinaus war er der Welt gegenüber aufgeschlossen, war ein guter Alpinist (Hochtouren in der Schweiz als Primaner), begeisterte sich für die griechische Klassik (die Universität Athen ernannte ihn 1912 zum Dr. h. c.) und erlangte durch zahlreiche Reisen auch über Hessen und Deutschland hinaus Bedeutung.
Zusätzlich zu den drei Ämtern als Professor, Sammlungsinspektor und Landesamtsdirektor „geruhten seine Königliche Hoheit der Großherzog allergnädigst am 19. Juli 1893 den Professor Dr. Lepsius zum Direktor der Technischen Hochschule auf Vorschlag des Lehrerrates zu ernennen“. Der Lehrerrat setzte sich aus den festangestellten ordentlichen und außerordentlichen Professoren zusammen. Ab 1895/96 bekam der Hochschuldirektor den Titel Rektor. Lepsius bekleidete dieses Amt bis 1895 und weite am 28. Oktober 1895 das neue repräsentative Hauptgebäude ein, in der auch die Geologie endlich zentral gelegene Räumlichkeiten erhielt. Bei der Einweihung sprach Lepsius „über die Methoden des Unterrichts auf der Technischen Hochschule“, beleuchtete also ein pädagogisch-didaktisches Thema (Lepsius, 1895).
Lepsius konnte schon 1888 eine Erhöhung des Lehrmittelfonds für Exkursionen erreichen, denn steigende Eisenbahnpreise machten den Studenten zu schaffen, und 1891 bekam die Geologie einen Hilfsdiener, aber noch keinen Assistenten. Als Direktor des Landesamtes konnte Lepsius sich aber endlich Verstärkung holen, seine Mitarbeiter waren ab 1890 Karl Chelius (1857–1906) und ab 1894 Gustav Klemm (1858–1938) und Alexander Steuer (1867–1936). Lepsius erwies sich als unermüdlicher Arbeiter, er begann zwei Veröffentlichungsreihen für die großherzogliche hessische geologische Landesanstalt. Dies war zunächst die Herausgabe der geologischen Karte (geologische Karte) des Großherzogtums Hessen (Großherzogtum Hessen) im Maßstab 1:25000 (als erste erschienen 1886 das Blatt Messel/Roßdorf (bei Darmstadt) und 1891 das Blatt Darmstadt/Mörfelden, beide von C. Chelius kartiert), und dann die Reihe der Abhandlungen (der erste Band 1884 behandelt die begonnene geologische Aufnahme des Großherzogtums (von Lepsius selbst) und gibt eine chronologische Übersicht der bisher erfolgten geologischen Arbeiten (von Chelius)). Schließlich übernahm er auch die Geologischen Mitteilungen im Notizblatt des Vereins für Erdkunde, in dem sich interessante Jahresberichte über den Fortgang der geologischen Arbeiten in Hessen finden. 1894 bis 1897 gab Lepsius die erste moderne geologische Karte Deutschlands (in 27 Blättern) heraus, sein Lehrbuch „Geologie Deutschlands“ erschien ab 1887 bis 1913 in mehreren Lieferungen.

## Veröffentlichungen (Auswahl)
- Beiträge zur Kenntnis der Juraformation im Unter-Elsass. Engelmann, Leipzig 1875 (Dissertation).
- Das Westliche und Südliche Deutschland (= Geologie von Deutschland und den angrenzenden Gebieten. Bd. 1). J. Engelhorn, Stuttgart 1887–1892, 800 S.
- Das nördliche und östliche Deutschland (= Geologie von Deutschland und den angrenzenden Gebieten. Bd. 2). J. Engelhorn, Leipzig 1910, 548 S.
- Schlesien und die Sudeten (= Geologie von Deutschland und den angrenzenden Gebieten.  Bd. 3, 1. Lieferung). W. Engelmann, Leipzig und Berlin 1913, 194 S.
- Halitherium Schinzi, die fossile Sirene des Mainzer Beckens. Eine vergleichend-anatomische Studie. (= Abhandlungen des Mittelrheinischen Geologischen Vereins. Bd. 1, Lfg. 1 u. 2). Bergsträsser, Darmstadt 1888.
- Geologische Karte des Deutschen Reiches. 27 Blätter. Justus Perthes, Gotha 1894–1913.
- Ueber die Methoden des Unterrichts auf der Technischen Hochschule, Rede gehalten bei dem Festakte in der Aula zur Feier der Einweihung der neuen Gebäude der Grossherzoglichen Technischen Hochschule zu Darmstadt am 28. Oktober 1895 von dem Rector Professor Dr. Richard Lepsius, Geheimer Hofrath. Bergsträsser, Darmstadt 1895.